# Prionus imbricornis
Prionus imbricornis — вид жуков рода Prionus из семейства усачей, называемый также «черепицерогий прионус» (англ. Tile-horned Prionus). Обитает в Северной Америке.

## Ареал
Prionus imbricornis распространён в центральных и восточных регионах США и на юге Канады.

## Местообитание
Лиственные леса, их опушки и прилегающие к ним территории.

## Описание

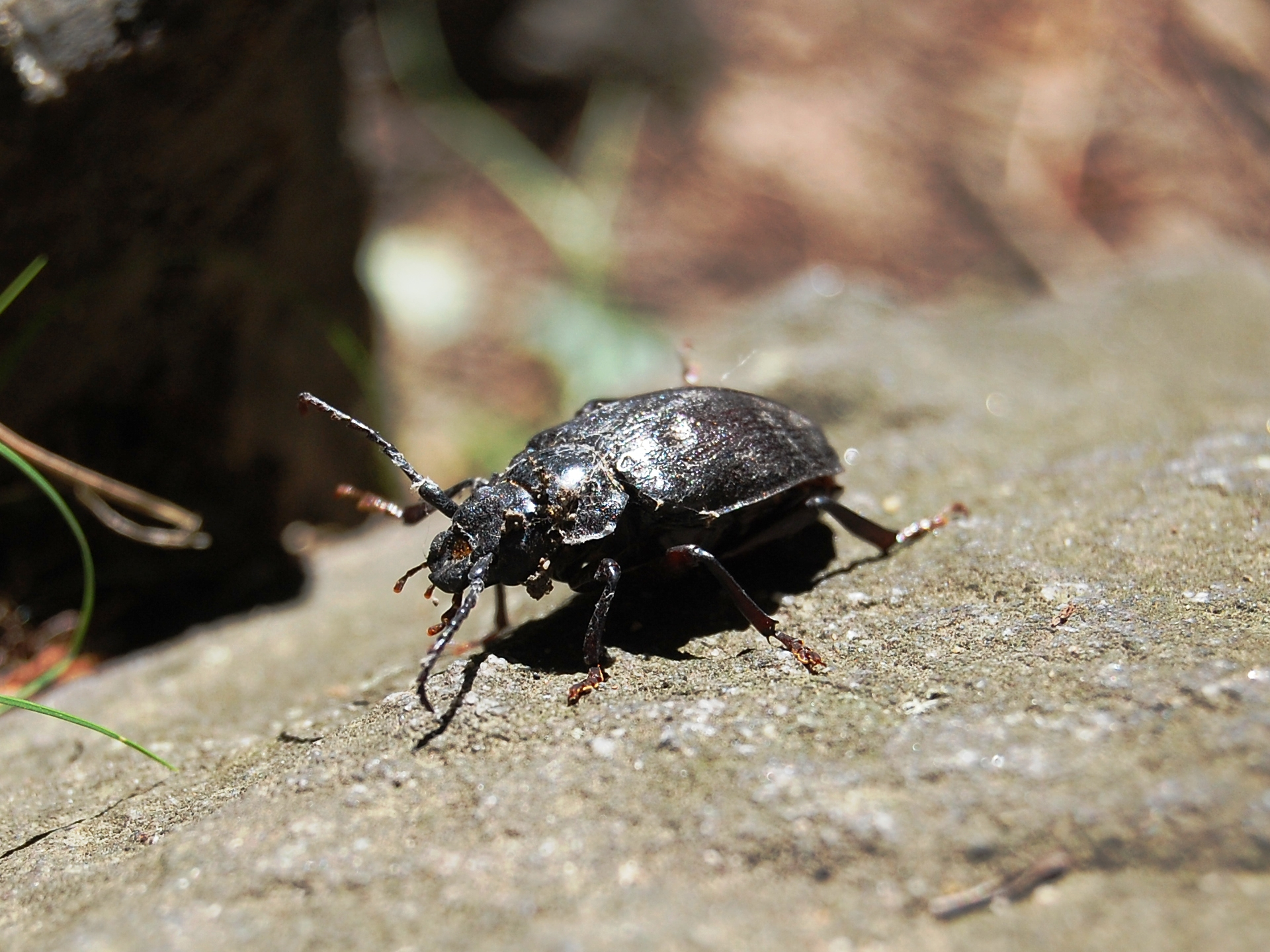
P. imbricornis, вид сбоку.

Prionus imbricornis — крупные тёмно-коричневые жуки 22—50 мм в длину с блестящими надкрыльями. У самцов антенны состоят из 18—20 находящих друг на друга сегментов, у самок — из 16—18 зубчатых сегментов. Это основное отличие P. imbricornis от других видов Prionus, обитающих на востоке Северной Америки, у которых насчитывается 12—13 сегментов.

## Жизненный цикл
Взрослые жуки активны с апреля по ноябрь на северо-востоке ареала и с мая по июль в Северной Каролине. Самки откладывают 100-200 яиц у основания деревьев, кустарников и трав, включая дуб, виноград, грушу и кукурузу. Личиночная стадия длится до 3 лет и более. Жуки, главным образом, самцы, привлекаются светом.

## Синонимы
- Prionus diversus Casey, 1912
- Prionus diversus cuneatus Casey, 1912
- Prionus imbricornis brunneus Casey, 1912
- Prionus imbricornis mimus Casey, 1912
- Prionus robustus Casey, 1924

## Хозяйственное значение
Личинки Prionus imbricornis, как и вида Prionus laticollis могут сильно повреждать дубы и другие твёрдые породы деревьев, поэтому рассматривается на востоке США как вредитель дуба.